# Latin metal
Latin metal (španělsky Heavy metal en español) je žánr metalové hudby s vlivy latinskoamerické hudby, španělským zpěvem, perkusemi a rytmem jaký má salsa.
První zmínka o termínu "latin metal" pochází od hudebního kritika Roberta Christgau, který označil hudbu Carlose Santany v 70. letech jako "Latin-metal pop", takže je možná předchůdcem žánru. V praxi ale nic takového neexistuje.

## Latin metalové hudební skupiny
- Arraigo
- Alejandro Silva - instrumentální heavy metalový kytarista z Alejandro Silva Power Cuarteto.
- Kraken - založena v roce 1983.
- Guahaihoque
- Deadkubun
- Puya[2]
- Laberinto - tato skupina je nejdůležitější ve venezuelském latin metalu
- Ill Niño - metalová skupina z New Jersey, jejíž debutové album Revolution Revolución bylo klíčové ve vývoji tohoto žánru.[3][4]
- Atheist